# Dragonball Evolution
Pour les articles homonymes, voir Dragon Ball (homonymie).
Pour plus de détails, voir Fiche technique et Distribution.
Dragonball Evolution est un film américain réalisé par James Wong, sorti en 2009. C'est une adaptation en prise de vues réelles du manga Dragon Ball créé par Akira Toriyama en 1984.
Le film reçoit des critiques majoritairement négatives, et considéré par beaucoup comme l'un des pires films jamais réalisés. C’est également un échec commercial. Le film a d’ailleurs été beaucoup reproché de ne pas avoir respecté l’œuvre de Akira Toriyama, ce qui a obligé le scénariste du film a s’excuser auprès de son auteur.

## Synopsis
Son Goku, un jeune lycéen doit répondre à la dernière volonté de son grand-père : rechercher maître Roshi, un expert en arts martiaux. Ce dernier lui donne la mission de retrouver les sept boules de cristal, les Dragon Balls, avant qu'un puissant démon, Lord Piccolo, ne parvienne à les réunir pour dominer le monde en utilisant leurs pouvoirs.

## Fiche technique
- Titre original et français : Dragonball Evolution
- Réalisation : James Wong
- Scénario : Ben Ramsey, d’après l’œuvre d’Akira Toriyama
- Musique : Brian Tyler
- Photographie : Robert MacLachlan
- Montage : Matthew Friedman et Chris Willingham
- Producteur : Stephen Chow
- Société de production : Dune Entertainment, Star Overseas, Ingenious Media et Big Screen Productions
- Société de distribution : 20th Century Fox
- Pays d’origine :  États-Unis
- Langue : anglais
- Format : 35 mm
- Genre : action, science-fiction
- Durée : 85 minutes
- Dates de sortie :
  - France : 1er avril 2009
  - Belgique : 8 avril 2009
  - États-Unis : 10 avril 2009

## Distribution
- Justin Chatwin (VF : Julien Bouanich) : Son Goku
- Emmy Rossum (VF : Chloé Berthier) : Bulma
- Chow Yun-fat (VF : Lionel Tua) : Muten Rôshi
- James Marsters (VF : Serge Faliu) : Piccolo
- Jamie Chung (VF : Ysa Ferrer) : Chi-Chi
- Eriko Tamura (VF : Jade Nguyen) : Mai
- Park Joon (VF : Adrien Antoine) : Yamcha
- Ernie Hudson : Mutaito
- Randall Duk Kim (VF : Jean Lescot) : Grand-père Son Gohan
- Texas Battle : Carey Fuller
- Shavon Kirksey (es) : Emi
- Luis Arrieta : Weaver
- Richard Blake : Agundes
- Julian Sedgwick (es) (VF : Michel Voletti) : M. Kingery
- Seki Megumi (en)

Source doublage

## Production
C’est Stephen Chow, réalisateur, producteur et interprète des films Shaolin Soccer et Crazy Kung-Fu, qui a supervisé la production pour la 20th Century Fox.

### Genèse et développement
En mars 2002, poussés par le succès japonais de Dragon Ball Z, les studios de la 20th Century Fox acquièrent les droits d’adaptation au cinéma.

### Tournage et postproduction
Après des repérages, la production a choisi la ville de Durango (Mexique) pour les plans en extérieurs, particulièrement dans le parc de Mexiquillo, qui accueille 85 % du tournage. Le reste du film est filmé en studio à Montréal pour réaliser ensuite les effets spéciaux. Des prises de vue ont eu lieu fin novembre 2007 et le tournage a débuté en décembre 2007. Un tournage d’environ une semaine a eu lieu à la mi-décembre 2007 à l’UNITEC University de Mexico. Le tournage à Durango a commencé le 2 janvier 2008 et a duré neuf semaines. Le tournage a été fini mi-mars 2008.
Le studio d’effets spéciaux Hybride, qui avait travaillé sur les films 300 et Sin City, s’est occupé des effets spéciaux de Dragon Ball[réf. nécessaire].

## Musique

### Bande son originale
La bande originale du film Dragonball Evolution est Rule, chanson d’Ayumi Hamasaki.

## Accueil

### Accueil critique

#### Monde anglo-saxon
Dans le monde anglo-saxon, Dragonball Evolution reçoit de la part du site Metacritic la note de 45⁄100 pour un total de 10 critiques. L’agrégateur Rotten Tomatoes indique, quant à lui, un taux de satisfaction de 15 % et une note de 3,60⁄10 pour un total de 62 critiques. Le consensus des critiques est formulé ainsi :

« Exécuté avec peu de panache ou d’invention, Dragonball Evolution manque de la magie qui a fait les manga sur lesquels était basé une sensation des plus culte. »

— Consensus des critiques, Rotten Tomatoes

#### France
En France, le site Allociné donne la note de 1⁄5, après avoir recensé et interprété 3 critiques de presse.
Le film est le premier du top 100 des pires films de tous les temps selon les spectateurs sur le site Allociné, avec une note de 0,8/5 pour 7 912 avis environ,.

### Box-office
| Pays ou région        | Box-office        | Date d'arrêt du box-office | Nombre de semaines |
| --------------------- | ----------------- | -------------------------- | ------------------ |
| France                | 320 670 entrées   | 5 mai 2009                 | 5                  |
| États-Unis Canada     | 9 362 785 $       | 28 mai 2009                | 7                  |
| Total hors États-Unis | +046 357 987, USD | n/a                        | n/a                |
| Total mondial         | +055 720 772, USD | n/a                        | n/a                |

Résultats au box-office français :
- Semaine 1 du 01-04 au 07-04 : 7e position / 176 764 entrées[13]
- Semaine 2 du 08-04 au 14-04 : 14e position / 87 609 entrées[14]
- Semaine 3 du 15-04 au 21-04 : 17e position / 42 887 entrées[15]

### Controverse
Ce film est régulièrement cité pour souligner les difficultés que présente l'adaptation d'un manga[réf. souhaitée].
En 2016, le scénariste Ben Ramsey s'excuse auprès des fans de Dragon Ball pour son film, écrivant : « Avoir ma signature sur quelque chose d'aussi mal reçu est déchirant. Avoir reçu autant de lettres de haine m'a brisé le cœur. […] Je me suis lancé dans le projet parce que j'étais attiré par le gros chèque à la clef, je n'étais pas un fan de la licence mais un homme d'affaires qui était sur un contrat. J'ai appris que vous ne pouvez pas fournir un gros effort créatif sans un minimum de passion, sinon vous n'obtiendrez qu'un résultat semi-optimal, voire quelque chose juste bon à jeter. Alors je ne blâme personne d'autre que moi pour Dragonball [Evolution]. » Les internautes acceptent globalement ces excuses et reconnaissent "un certain sang-froid" de la part de Ramsey.

## Autour du film
Une scène post-crédits laisse présager une éventuelle suite .